# Associazione Calcio Belluno 1973-1974
Questa voce raccoglie le informazioni riguardanti l'Associazione Calcio Belluno nelle competizioni ufficiali della stagione 1973-1974.

## Rosa
| N. |                   | Ruolo | Calciatore           |
| -- | ----------------- | ----- | -------------------- |
|    | Italia (bandiera) | C     | Roberto Bacchin      |
|    | Italia (bandiera) | A     | Walter Ballarin      |
|    | Italia (bandiera) | P     | Gianfranco Bertella  |
|    | Italia (bandiera) | P     | Giovanni Bubacco     |
|    | Italia (bandiera) | C     | Carlo Casagrande     |
|    | Italia (bandiera) | D     | Attilio Cecco        |
|    | Italia (bandiera) | C     | Antonio Cipelli      |
|    | Italia (bandiera) | A     | Giuseppe Dalla Bella |
|    | Italia (bandiera) | A     | Renzo Dalle Crode    |
|    | Italia (bandiera) | D     | Guido Del Piccolo    |

| N. |                   | Ruolo | Calciatore         |
| -- | ----------------- | ----- | ------------------ |
|    | Italia (bandiera) | A     | Lionello De Pizzol |
|    | Italia (bandiera) | C     | Livio Gallio       |
|    | Italia (bandiera) | D     | Ruggero Grion      |
|    | Italia (bandiera) | A     | Gianni Inferrera   |
|    | Italia (bandiera) | D     | Antonio Kuk        |
|    | Italia (bandiera) | A     | Fulvio Miorandi    |
|    | Italia (bandiera) | C     | Giorgio Stella     |
|    | Italia (bandiera) | D     | Gianfranco Tibolla |
|    | Italia (bandiera) | C     | Antonio Tormen     |
|    | Italia (bandiera) | D     | Piero Valmassoi    |